# ユーゴノスタルギヤ

ユーゴスラビアの国土を形とった社会主義時代のユーゴスラビアの国旗

ユーゴノスタルギヤ（クロアチア語・セルビア語・ボスニア語・スロベニア語：jugonostalgija / југоносталгија）は、旧ユーゴスラビアの国々の一部の人々の間に見られる心情で、主にユーゴスラビア社会主義連邦共和国に対する懐古的な感情である。その社会的な様相について詳しくは研究されていないものの、この用語やそれを形容詞化したものは、旧ユーゴスラビア地域の人々によって広く使用される。その使われ方は相反するの2種類のものがあり、肯定的な個人的述懐と、否定的な侮蔑用語としての用法がある。
肯定的な捉え方としては、ユーゴノスタルギヤは、かつてのユーゴスラビアの肯定的側面に愛着を持ち、これを懐かしむ感情を表す。これは、西側諸国の左翼主義者がユーゴスラビア社会主義連邦共和国の存続を願った感情や、旧ユーゴスラビア諸国の国内に住む人々が経済上・安全保障上・社会主義思想的・多文化主義的・国際主義的・非同盟主義的・歴史的・文化的・伝統的などさまざまに異なった理由からユーゴスラビアに対して持つ肯定的感情によるものである。彼らは、今もなお、かつてのユーゴスラビア紛争や一連の体制の変化の後遺症に悩まされる旧ユーゴスラビアの国々の失敗に反発している。彼らの考える新しい国々の失敗とは、偏狭、民族的排外主義、政治的・経済的な汚職、社会保障制度の廃退、経済的苦境、収入の不均衡、高い犯罪率や、一般的な行政機構の腐敗などである。
否定的な捉え方としては、主にユーゴスラビア崩壊後の体制を支持するグループによるものであり、ユーゴスラビアを肯定する考え方は時代錯誤、非現実的、非愛国的であり、反体制的なものであるとする非難を表している。戦時中には、たとえばこの用語は新しく独立した国々のメディアの中で、政治的な議論において否定的な意味で半公然的に使われていた。ユーゴノスタルギヤの用語ははじめはこの意味合いで用いられるようになったものであり、始めはユーゴスラビア崩壊直後のクロアチアにおいて、政府の統制下にあるメディアが政治的な非難のために使い始めたのが始まりであった。
現在のユーゴノスタルギヤは文化的・趣味的なものとなっており、ユーゴスラビアやチトー主義的な古い図柄を用いる音楽グループや、絵画、映画、演劇、そしてサラエヴォやベオグラードに代表される旧ユーゴスラビアの都市を巡るテーマ・ツアーなどに代表される。
政治的には異なった状況にあり、ユーゴノスタルギヤはあまり支持を受けていない。その多数を占めるのはセルビア人であるが、そのセルビア人の間でもユーゴスラビアの再統合を公然と訴える政党は2%から3%程度しか支持されていない。スロベニアに至っては、欧州連合やNATOに加盟し、完全に西側諸国の一員へと再統合された国であり、経済状態は独立後の低迷を脱しており、ユーゴスラビアへの支持は無視できるほど小さい。ユーゴスラビア時代のスロベニア共産党から改組した社会民主党でさえ、ユーゴスラビアの再統合を支持していない。

## ユーゴスラヴ主義の終焉
ユーゴスラビア崩壊以降、ユーゴスラビア主義は大きく支持を失った。ユーゴスラビアの名前はセルビア・モンテネグロで2003年まで維持されていたものの、後に個別の国名に置き換えられた。自身をユーゴスラビア人であると自認する住民はこの地域で大きく数を減らしている。セルビアで2003年に行われた国勢調査では、8万人が自身をユーゴスラビア人であると規定しているが、この時点ではまだユーゴスラビアの国名が残っていた。「ユーゴスラビア語」であったセルビア・クロアチア語は、旧ユーゴスラビアのいかなる元構成国の公用語にもなっていない。この言語での出版はごく少数に留まり、また、この言語には1つに定められた標準形が存在しない。インターネットの国別ドメイン「.yu」は、ユーゴノスタルギヤ的なウェブサイトでよく使用されていたものの、2010年をもって廃止された。